# 2020-as amerikai elnökválasztás
A 2020-as amerikai elnökválasztást az érvényes jogszabályoknak megfelelően 2020. november 3-án rendezték meg. A szavazás demokrata győzelemmel zárult, Joe Biden elnökjelölt megszerezte a megválasztásához szükséges többséget az elektori kollégiumban.
Az Egyesült Államokban négyévente tartanak elnökválasztást, amelynek keretében az összes tagállamban és Washingtonban ugyanaznap voksolnak a választóképes állampolgárok. Az Egyesült Államokban nem közvetlenül választják meg a kormány-, illetve államfőt, hanem az 538 elektorból álló elektori kollégium dönt az elnök személyéről. Az angolul electoral college-ként ismert testületben az amerikai alkotmány minden tagállamnak a képviselőivel és szenátoraival megegyező számú elektort allokál.
További amerikai sajátosság a de facto kétpártrendszer, melynek keretében a Republikánus és a Demokrata Párt dominálja a politikát. Az elmúlt százötven év minden elnökét ők adták. A pártok előválasztással választják ki az elnökjelöltjüket, ám a hivatalban levő, újraválasztásért küzdő elnököknek ritkán kell megbirkózniuk prominens előválasztási kihívókkal, így például a Republikánus Párt elnökjelöltje Donald J. Trump volt.
Ezzel ellentétben a Demokrata Pártnál zsúfolt volt a mezőny, mivel több tucatnyi közismert politikus is jelezte az előválasztáson indulási szándékát, egyebek között Kirsten Gillibrand New York-i szenátor, Bill de Blasio New York-i polgármester, Elizabeth Warren massachusettsi szenátor, Julian Castro volt Obama-kabinettag, Beto O'Rourke volt kongresszusi képviselő, az erősen baloldali Bernie Sanders, valamint a demokrata előválasztási jelöltpreferenciát felmérő közvélemény-kutatásokat rendszerint vezető Joe Biden volt alelnök. Az előválasztás 2020-as kezdetét megelőzően számos televíziós vitában vehettek részt a magukat megméretni kívánó demokrata politikusok. A tömérdek demokrata kandidátus közül azonban néhány jelölt a visszalépés mellett döntött, például Kirsten Gillibrand, aki 2019 augusztusában szüntette be a kampányolást, és Bill de Blasio, aki 2019 szeptemberében tette ugyanezt.
A választáson a szavazók elektorokat választanak, majd formálisan az elektorok választják meg az Amerikai Egyesült Államok elnökét. A győzelemhez 270 elektori szavazat megszerzése szükséges. Amennyiben egyik elnökségre pályázónak sem sikerül teljesíteni ezen feltételt, a Képviselőház feladatává válik az elnök megválasztása. A tagállamok többségében az ottani győztes elnökjelölthöz kerül minden elektor, habár bizonyos kevésbé népes tagállamokban megoszolhatnak az elektorok két jelölt között.
2020. november 7-én Joe Biden átlépte a megválasztáshoz szükséges elektorszámot így eldőlt, hogy ő lesz az Egyesült Államok 46. elnöke. 2020. december 14-én az elektorok 306-232-es szavazati aránnyal megválasztották Bident elnöknek. A szenátusi választás csak 2021. január 6-án dőlt el, itt is a demokraták diadalmaskodtak, 50 helyet szerezve a 100 tagú szenátusban (ami az alelnök, Kamala Harris döntő szavazatával együtt szűk többséget jelent). Ilyen arányú győzelemre hivatalban lévő elnökkel szemben 1932 óta nem volt példa.

## A választhatóság feltételei
Az alkotmány a választhatóság feltételéül a legalább harmincöt éves életkort írja elő, valamint azt, hogy a jelölt született amerikai állampolgár legyen, továbbá követelmény az is, hogy a jelölt 14 éve állandó lakhellyel rendelkezzen az USA-ban. Emellett a huszonkettedik alkotmánymódosítás értelmében nem lehet elnökké választani azt, akit már kétszer elnökké választottak, és mint bármely más szövetségi tisztviselő, az elnök sem lehet a törvényhozás tagja.

## Előválasztások

### Demokrata Párt
| Demokrata Párt                           | Demokrata Párt               |
| ---------------------------------------- | ---------------------------- |
|                                          |                              |
| Elnökjelölt                              | Alelnökjelölt                |
| Joe Biden                                | Kamala Harris                |
| Az Egyesült Államok Alelnöke (2009-2017) | Kalifornia szenátora (2017-) |
|                                          |                              |

#### Demokrata előválasztások

##### Előzmények
Hillary Clinton korábbi külügyminiszter 2016-os választásokon elszenvedett veresége után sokan úgy érezték, hogy a Demokrata Pártban nincs egyértelmű vezető figura. A megosztottság továbbra is a pártban maradt a 2016-os előválasztások után, amelyek Clintont Bernie Sandersszel szembe állították. A 2016. évi választások és a 2018. évi félidős választások között a szenátus demokratái általában a politikai baloldalra helyezkedtek át az egyetemi oktatás, az egészségügy és a bevándorlás terén. A 2018-as választásokon a Demokrata Párt nyolc év után először nyerte vissza a képviselőházat, és mind a városi, mind a külvárosi területeken többségi helyet szerzett.

##### Jelöltek
A 2020-as demokrata elnökjelöltek kampánya 2017. július 28-án kezdődött, amikor John Delaney, Maryland kongresszusi képviselője elsőként jelentette be indulását a jelöltségért. 2019 áprilisáig több mint 20 fő jelöltet ismertek el a nemzeti és az állami közvélemény-kutatások, aminek következtében a 2020-as fő demokrata elnökjelöltek száma meghaladja a 2016-os republikánus párti elnökválasztási előválasztásán a fő jelöltek körét, mint egyetlen egyesült államokbeli legnagyobb elnökjelölt-mezőt. politikai párt egyetlen választási ciklusban. Michael Bloomberg milliárdos üzletember 2019. november 24-én történt bejelentésével a demokrata párt fő jelöltjeinek száma 29 volt.
Amikor a 2020-as iowai konvención megkezdődött a szavazás, 11 jelölt aktívan kampányolt. A korai államok demokrata előválasztásai és választmányai vitatott győzelmet hoztak Pete Buttigieg számára, Bernie Sanders szűk győzelmet aratott a New Hampshire-i előválasztáson Buttigieg felett, majd ismét nyert a nevadai választmányon. A 2020. március 3-i szuper keddi előválasztások előtt hat demokrata jelölt fejezte be kampányát. Michael Bloomberg és Elizabeth Warren pedig a szuper keddi gyenge eredményük után befejezték kampányaikat Tulsi Gabbard március 19-én Bernie Sanders pedig április 8-án fejezte be kampányát, így Joe Biden egykori alelnök maradt az egyetlen fő jelölt. Biden június 2-án nyerte el a küldöttek többségét, és hivatalosan 2020. augusztus 20-án lett a demokrata párt hivatalos elnökjelöltje.

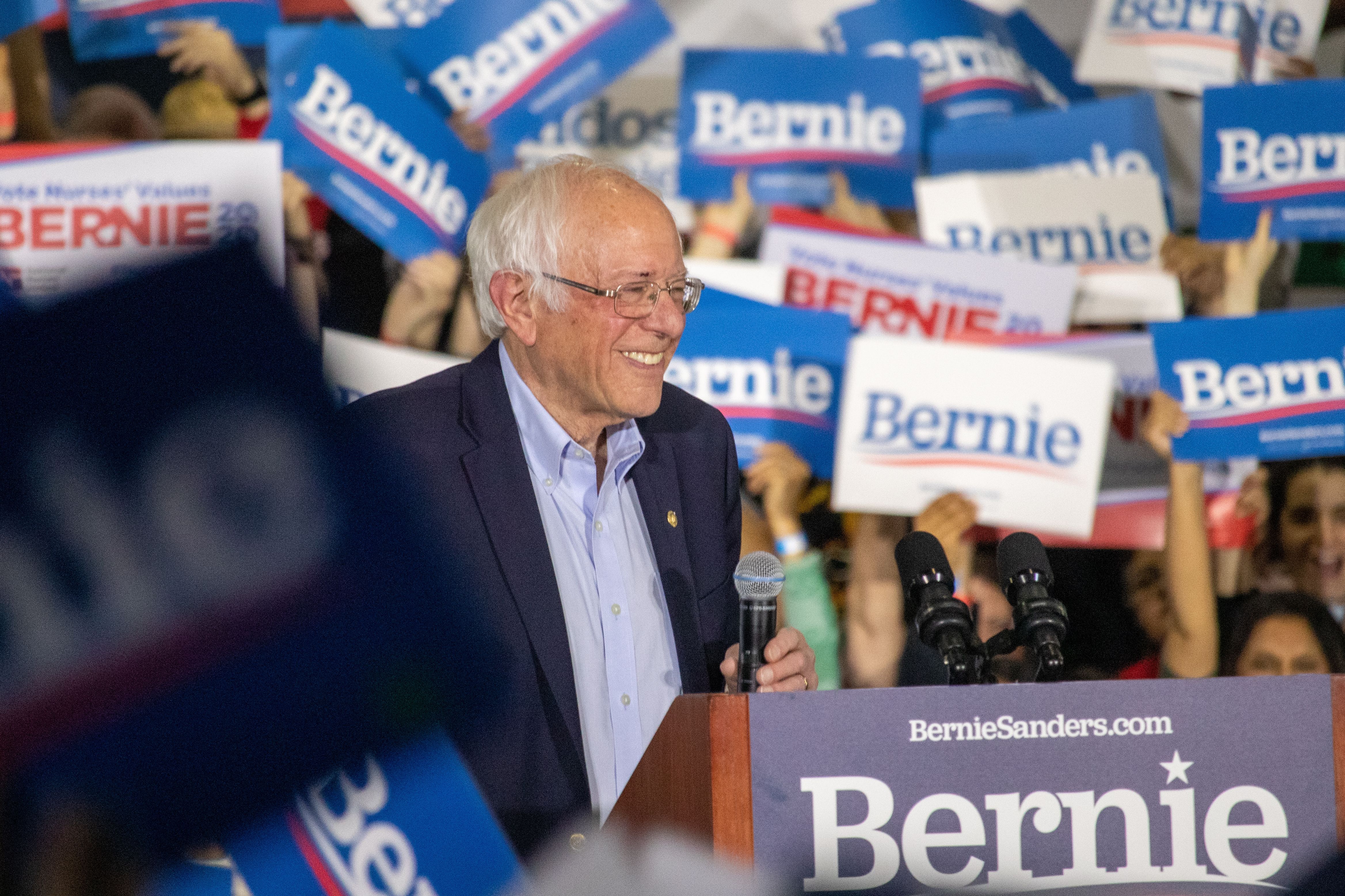
Bernie Sanders
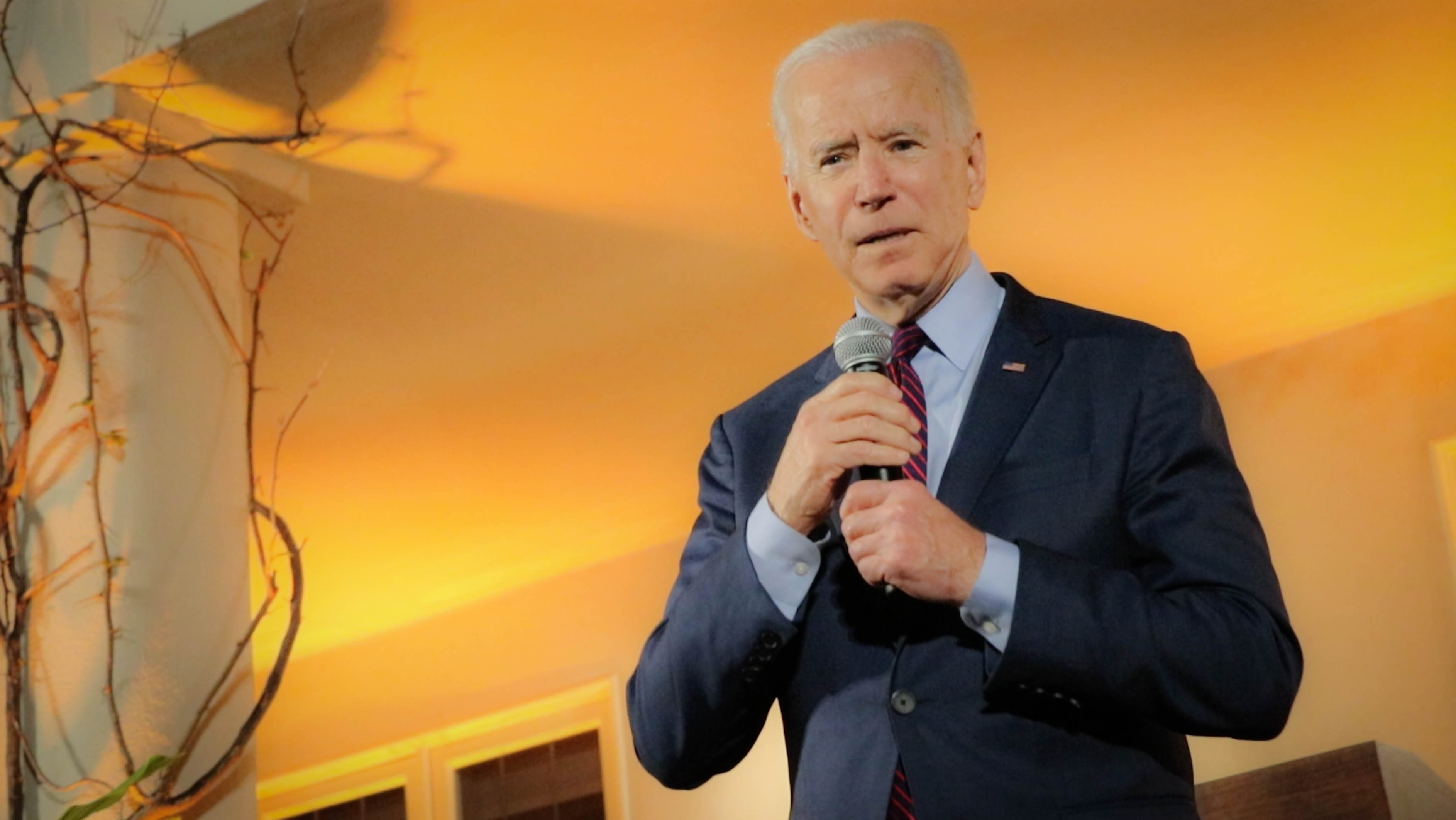
Joe Biden
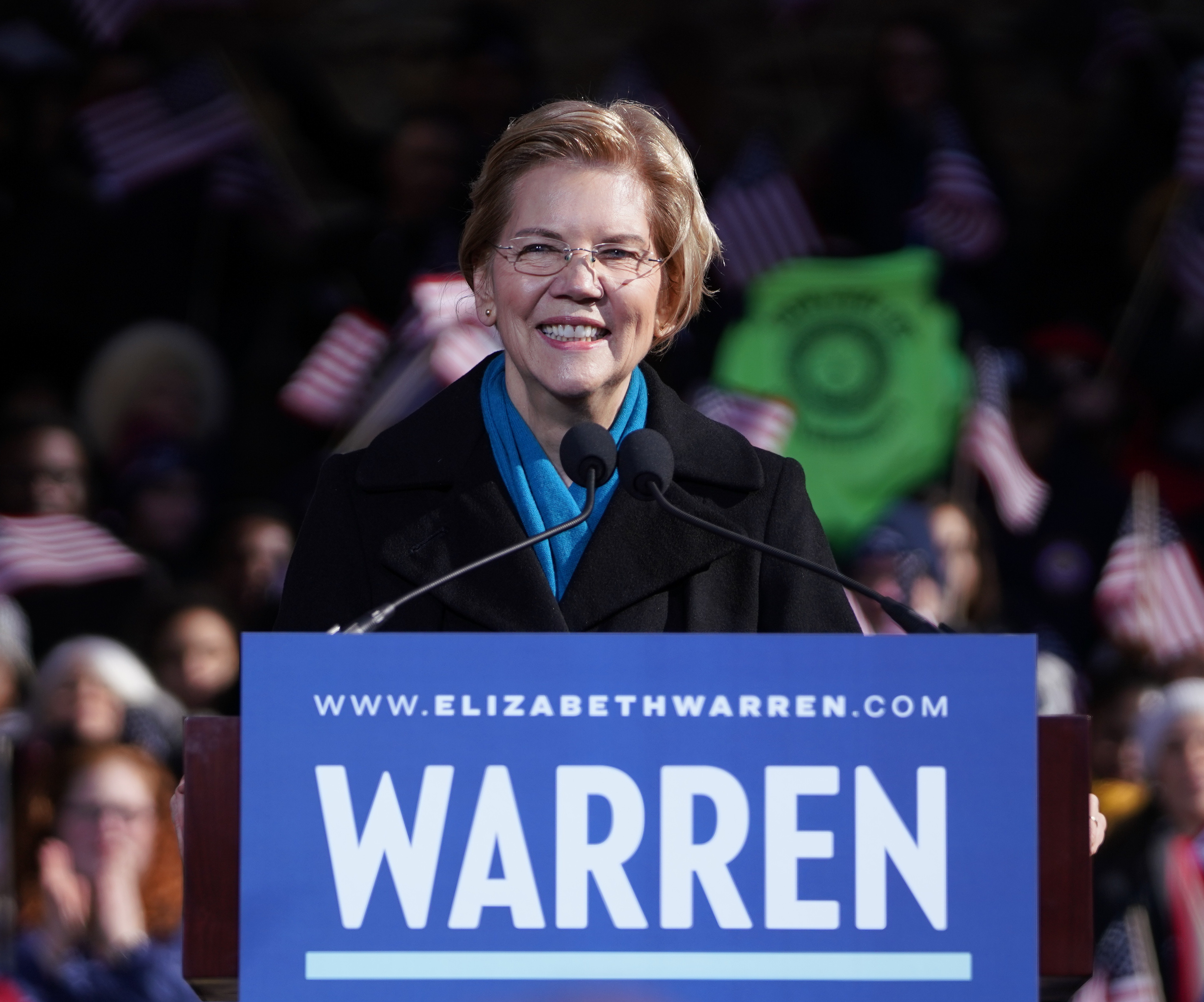
Elizabeth Warren
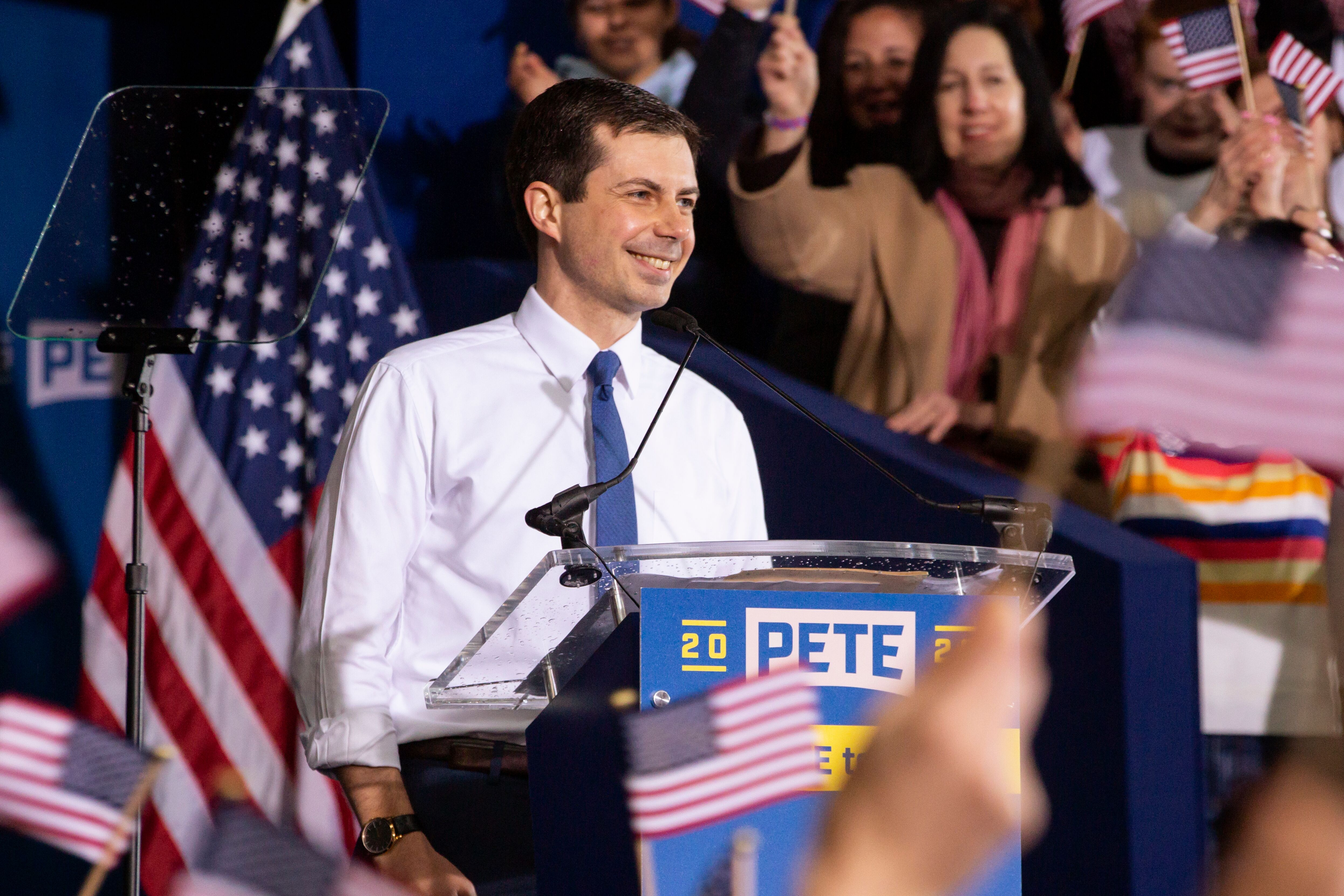
Pete Buttigieg
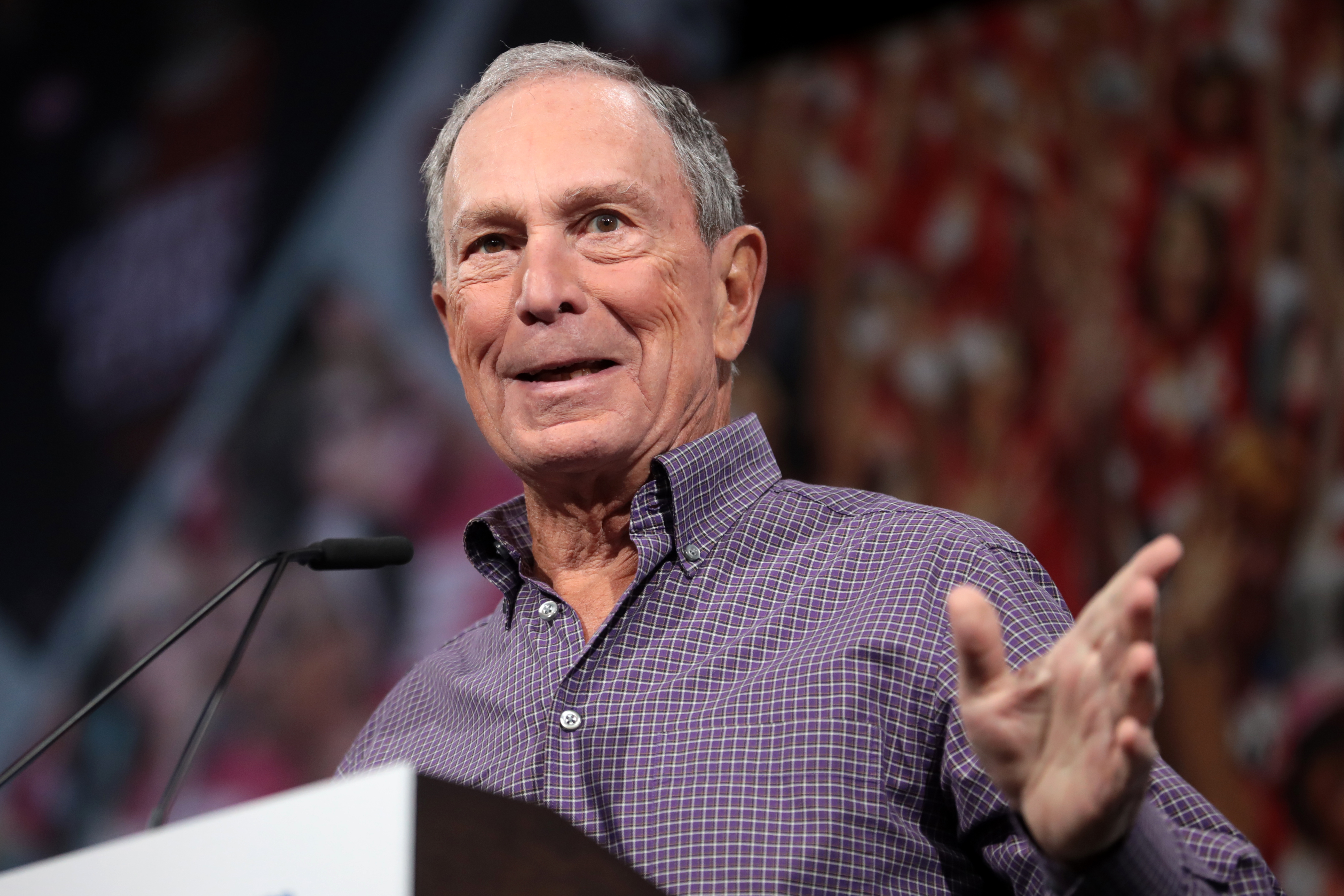
Michael Bloomberg

##### Alelnökjelölt-választás
Biden már májusban bejelentette, hogy biztosan egy nőt fog választani alelnökjelöltnek. Az Egyesült Államokban eddig kétszer volt női alelnökjelölt: 1984-ben a demokrata párti Geraldine Ferraro kongresszusi képviselő Walter Mondale elnökjelölttel, 2008-ban pedig a republikánus Sarah Palin alaszkai kormányzó John McCain arizonai szenátorral együtt indult a választáson. Végül egyikük sem lett alelnök.
Demokrata párti körökben több jelölt neve is felmerült. Elizabeth Warren massachusettsi szenátor, korábbi elnökjelölt-aspiráns mellett felmerült Susan Rice volt nemzetbiztonsági tanácsadó és Gretchen Whitmer, Michigan állam kormányzója is. Biden végül 2020. augusztus 11-én jelentette be, hogy Kamala Harris kaliforniai szenátor lesz a demokrata párt alelnökjelöltje. Harris jelölésével ő lett az első női afrikai-amerikai alelnökjelölt és az első ázsiai-amerikai alelnökjelölt. (Az első színes bőrű alelnök az indián felmenőkkel rendelkező Charles Curtis volt 1929 és 1933 között.)

### Republikánus Párt
Lásd még: Az Egyesült Államok Republikánus Pártja
| Republikánus Párt                      | Republikánus Párt                        |
| -------------------------------------- | ---------------------------------------- |
|                                        |                                          |
| Elnökjelölt                            | Alelnök jelölt                           |
| Donald Trump                           | Mike Pence                               |
| Az Egyesült Államok elnöke (2017-2021) | Az Egyesült Államok alelnöke (2017-2021) |
|                                        |                                          |

#### Republikánus előválasztások

##### Előzmények
Donald Trump elnök 2017. február 18-án hivatalosan is megindította újraválasztási kampányát. Újraválasztási kampányát korábban indította, mint bármelyik elődje. Őt követte Massachusetts volt kormányzója, Bill Weld, aki 2019. április 15-én jelentette be indulását, valamint Joe Walsh volt illinoisi kongresszusi képviselő, aki 2019. augusztus 25-én jelentette be jelöltségét. Dél-Karolina volt kormányzója és kongresszusi képviselője Mark Sanford 2019. szeptember 8-án, Rocky De La Fuente üzletember pedig 2019. május 16-án indult a versenyen, de Fuente széles körben nem lett jelentős jelölt.
2019 februárjában a Republikánus Nemzeti Bizottság egyhangúlag elfogadta Donald Trump jelöltségét. Eztán több állam úgy döntött, hogy lemondja előválasztását és választmányát. Trump 2020. március 17-én lett republikánus elnökjelölt, miután bebiztosította a küldöttek többségét. A leadott több mint 18 millió szavazat az eddigi legnagyobb választási sikere Donald Trumpnak.

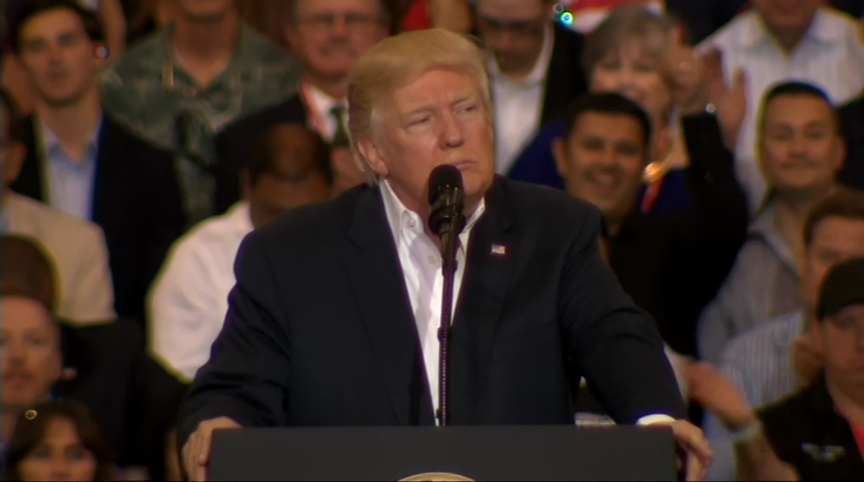
Donald Trump
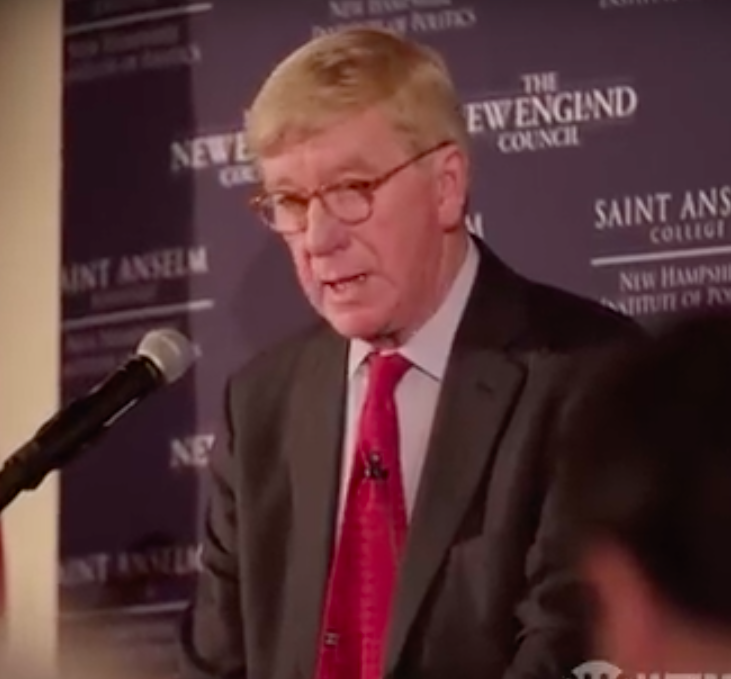
Bill Weld
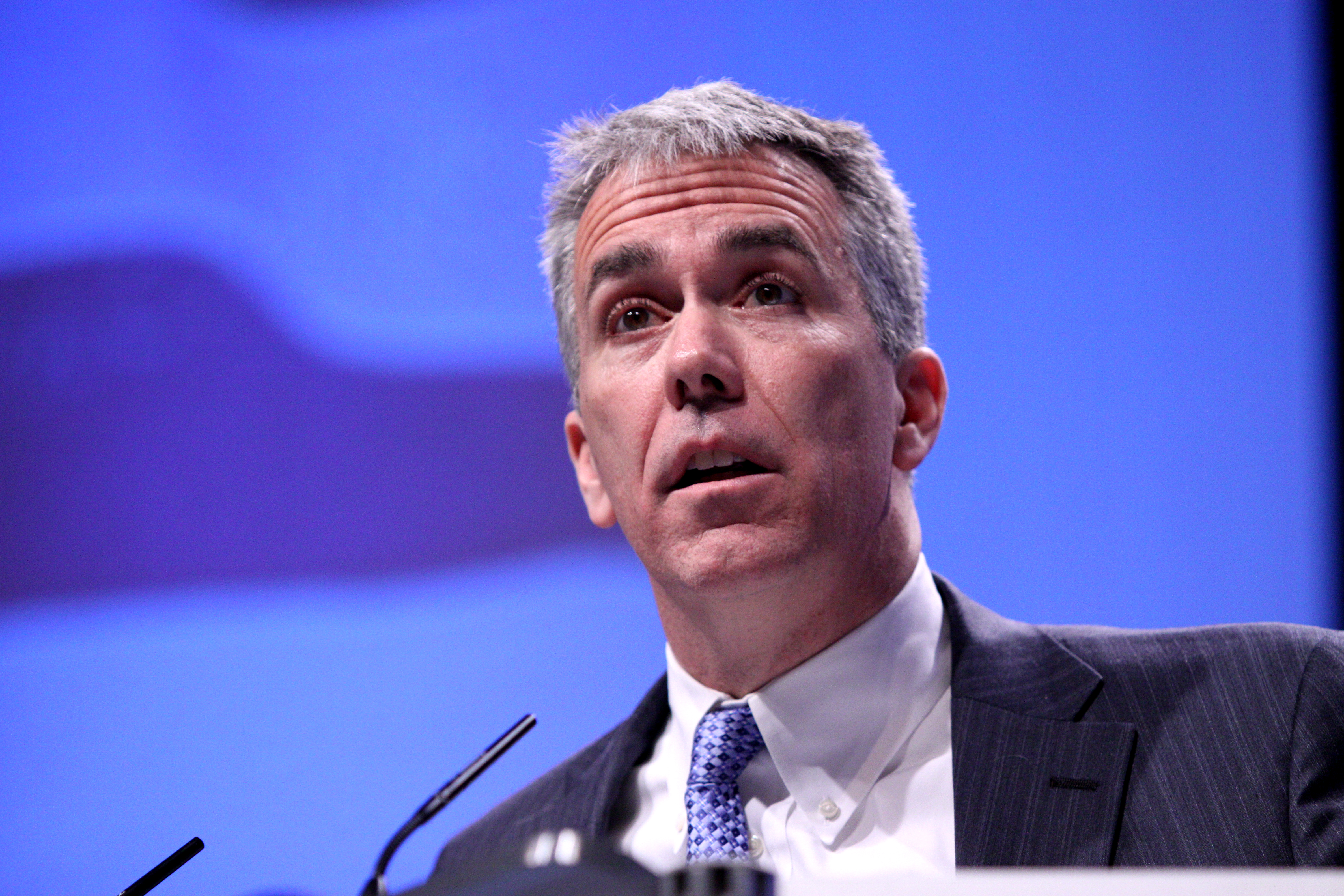
Joe Walsh
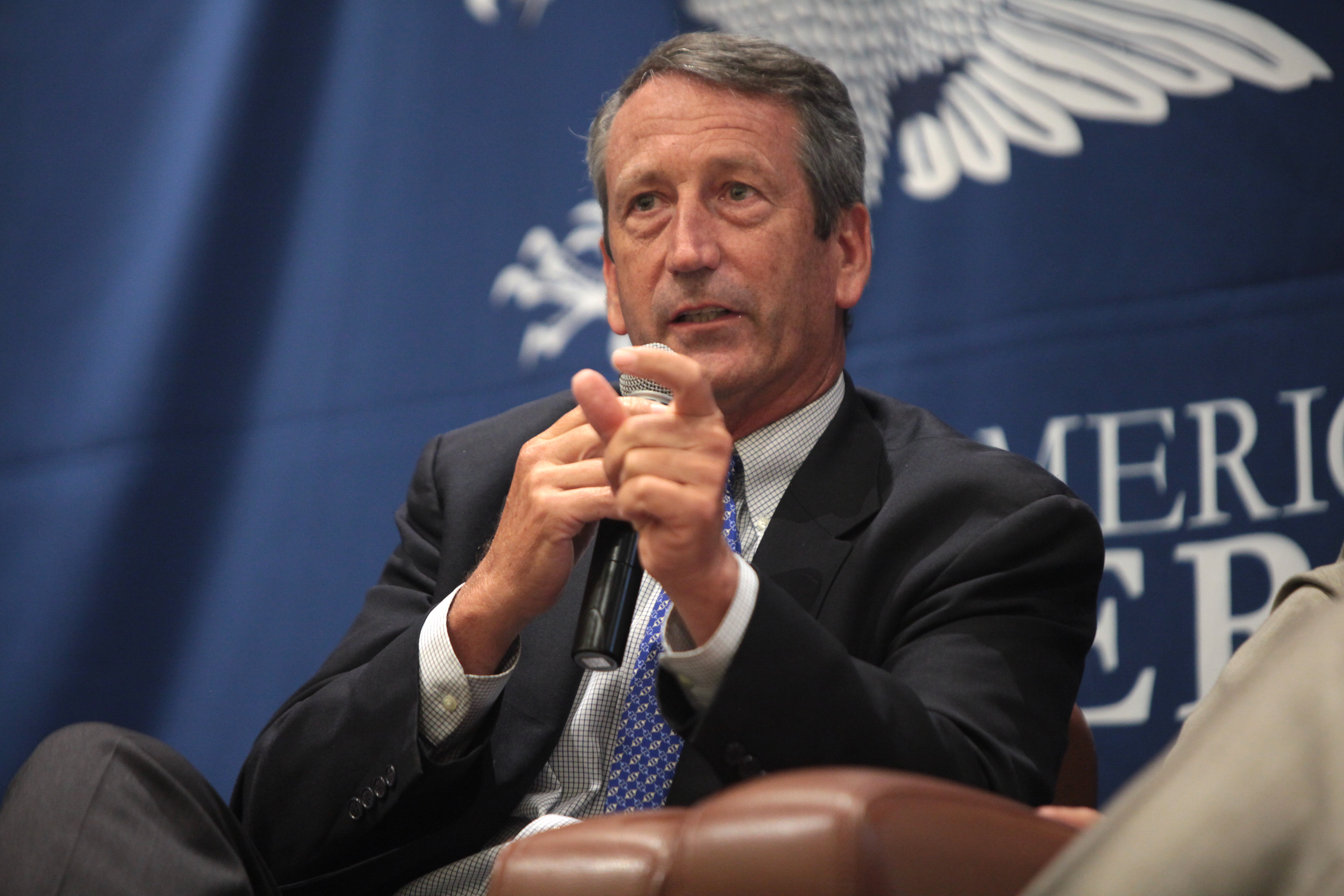
Mark Sanford

## Kampányidőszak

### Vádemelés az elnök ellen
A képviselőház 2019. december 18-án két ügyben megszavazta a Trump elnök elleni vádemelést. A szenátusban a tárgyalás 2020. január 21-én kezdődött, és február 5-én ért véget, amelynek eredményeként az Egyesült Államok szenátusa felmentő döntést hozott. Ez volt az első alkalom, hogy hivatalban lévő elnök ellen az első ciklusa alatt vádemelési eljárást kezdeményeztek, miközben második ciklusára készült. Trump a vádemelés alatt továbbra is kampánygyűléseket tartott. A felelősségre vonási folyamat átfedésben volt az előválasztási kampányokkal, és arra kényszerítette a demokraták jelöltségére pályázó szenátorokat, hogy az iowai konvenció előtti és utáni napokban Washingtonban maradjanak a tárgyaláson.

### A COVID-19 járvány hatásai
A 2020-as elnökválasztással kapcsolatos számos eseményt megváltoztattak vagy elhalasztottak a jelenleg zajló koronavírus-járvány miatt. Március 10-én, hat államban tartott választás után, Joe Biden és Bernie Sanders a demokraták jelöltjei lemondták a tervezett kampányeseményeiket, valamint további kampánygyűléseiket. Március 12-én Trump elnök bejelentette, hogy el akarja halasztani a további kampánygyűléseket.  Politikai elemzők kijelentették, hogy a hagyományos kampányok moratóriumának és a pandémia nemzetre gyakorolt hatásainak párosulása kiszámíthatatlan hatással lehet a szavazó népességre és esetleg a választások lebonyolítására.
Néhány elnökjelölti választást súlyosan megzavartak a koronavírussal kapcsolatos problémák, ideértve a szavazóhelyiségekben kialakult hosszú sorokat, a hiányzó szavazólapok iránti jelentős igényeket és a technológiai problémákat.
2020. október 2-án, Trump és a first lady, Melania Trump pozitív eredményt adott a SARS-CoV-2-re, Hope Hicks vezető tanácsadójának pozitív tesztjét követően. Az elnök és a first lady is azonnal karanténba került, ami megakadályozta Trump további kampányolását. A későbbi órákban az elnököt alacsony fokú lázzal felvették a Walter Reed Országos Katonai Orvosi Központba, ahol a jelentések szerint kísérleti ellenanyag-kezelést kapott.

### Külföldi beavatkozás
Az amerikai tisztviselők azzal vádolták Oroszországot, Kínát és Iránt, hogy megpróbálják befolyásolni az Egyesült Államok 2020-as választásait. Az Amerika Hangja (The Voice of America) 2020 áprilisában arról számolt be, hogy „internetbiztonsági kutatók szerint máris voltak arra utaló jelek, hogy a kínai hackerek a 2020-as szavazás előtt úgynevezett »lándzsás adathalász« támadásokat folytattak amerikai politikai célpontok ellen”. Egyes amerikai médiaforrások állítása szerint a Vlagyimir Putyin vezette Oroszország Donald Trump, míg Kína és Irán pedig Joe Biden megválasztása mellett áll ki.

### A választás elhalasztása
Július 30-án Trump elnök felvetette a választások elhalasztásának lehetőségét. „Elhalasztandó-e a választás addig, amíg az emberek megfelelően, biztonságosan és nyugodtan voksolhatnak?” Az Egyesült Államokban az elmúlt 200 évben változatlanul megtartották az elnökválasztást a szokott időben, még a nagy világgazdasági válság, a polgárháború és a két világháború idején is. Az alkotmány szerint az elnök és alelnök mandátuma január 20-án jár le. Halasztás még soha korábban nem történt.

### Levélszavazás
A postai úton történő szavazás egyre gyakoribb az Egyesült Államokban, a szavazók 25%-a küldte el szavazólapját 2016-ban és 2018-ban postai úton. Az előrejelzések szerint a 2020-as COVID-19 járvány a postai szavazás jelentős növekedését okozza a szavazóhelyiségekben lehetséges fizikai kontaktus veszélye miatt. A 2020-as választásokon államonkénti elemzés alapján arra a következtetésre jutottak, hogy az amerikaiak 76%-a jogosult levélben szavazni 2020-ban, ez rekord szám. Az elemzés azt jósolta, hogy 2020-ban 80 millió szavazólapot lehet leadni postán – ez több mint a duplája a 2016-ban feladott szavazólapoknak. A várakozások szerint a postai úton küldött szavazólapok nagy mennyisége mellett a negatív előrejelzés részben számos olyan intézkedésnek tudható be, amelyet Louis DeJoy, az Egyesült Államok újonnan kinevezett postamestere hozott, ideértve a túlórák betiltását és a postai kézbesítéshez szükséges extra utakat, amelyek késéseket okoznak a levelek kézbesítésében, valamint a nagy sebességű levélválogató gépek százainak leszerelésében és eltávolításában a postaközpontokból. Augusztus 18-án, miután a képviselőházat visszahívták az augusztusi szünetről, hogy szavazzanak a változtatásokat visszavonó törvényjavaslatról, DeJoy bejelentette, hogy minden változást visszavon a novemberi választások után. 

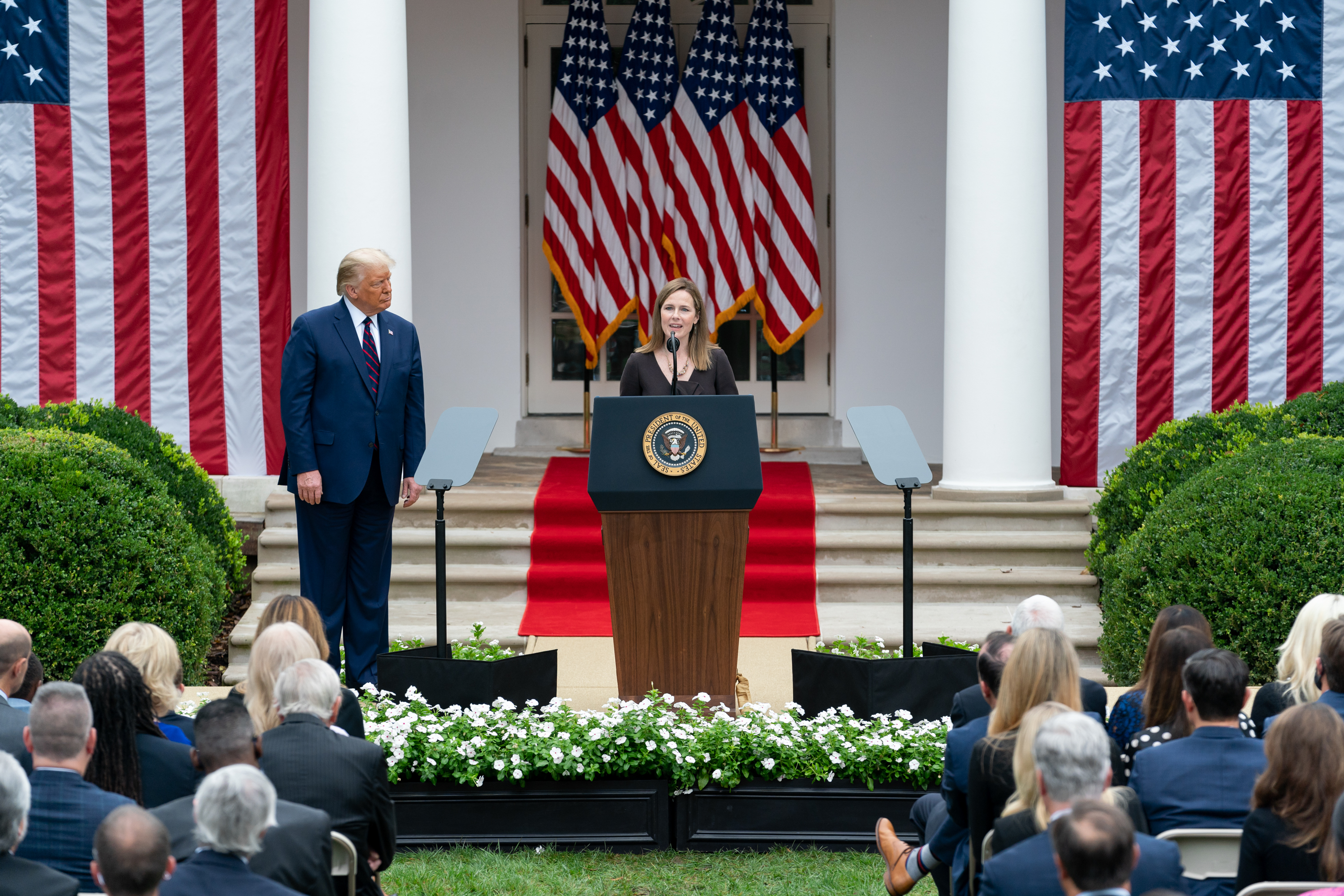
2020. szeptember 26-án Amy Coney Barrett beszél a Fehér Ház rózsakertjében a hivatalos elnöki bejelentés után

### Legfelsőbb Bírósági üresedés
2020. szeptember 18-án meghalt Ruth Bader Ginsburg, a legfelsőbb bíróság egyik bírája, a liberális szárny vezetője. A szenátus többségi vezetője, Mitch McConnell republikánus szenátor azonnal kijelentette, hogy a Merrick Garlandra vonatkozó precedens működésképtelen, és hogy a helyettesről a lehető leghamarabb szavazni kell. Az elnök, az alelnök, és a kongresszus számos republikánus tagja kijelentette, hogy a közelgő választások eldöntéséhez teljes Legfelsőbb Bíróságra van szükség.
2020. szeptember 26-án Trump elnök a konzervatív Amy Coney Barrettet jelölte a legfelsőbb bíróság tagjának. A jelölést a szenátus 2020. október 26-án jóváhagyta.

### Elnök- és alelnökjelöltek vitái
|   | Időpont              | Helyszín                                      | Város                | Moderátor      | Résztvevők               | Nézettség (millió fő) | Megjegyzés |
| - | -------------------- | --------------------------------------------- | -------------------- | -------------- | ------------------------ | --------------------- | ---------- |
| 1 | 2020. szeptember 29. | Case Western Reserve University               | Cleveland, Ohio      | Chris Wallace  | Donald Trump Joe Biden   | 73.1                  |            |
| - | 2020. október 7.     | University of Utah                            | Salt Lake City, Utah | Susan Page     | Mike Pence Kamala Harris | 57.9                  |            |
| 2 | 2020. október 15.    | Adrienne Arsht Center for the Performing Arts | Miami, Florida       | Steve Scully   | Donald Trump Joe Biden   | -                     | Elmaradt   |
| 3 | 2020. október 22.    | Belmont University                            | Nashville, Tennessee | Kristen Welker | Donald Trump Joe Biden   | 63                    |            |

## Eredmények

### Elhúzódó szavazatszámlálás
A november 3-i elnökválasztást követően a szavazatok 92%-os feldolgozottságánál csak november 7-én sikerült győztest hirdetni, amikor Joe Biden Pennsylvania állam 20 elektorával átlépte a szükséges 270 elektoros határt. A szavazatszámlálás elhúzódásában része volt annak, hogy a szoros eredmény miatt a törvényi előírások szerint Georgiában és Wisconsinban is újra kellett számolni a szavazatokat.

### Országos eredmény
| Jelölt (elnök/alelnök)        | Párt     | Kapott szavazatok | Kapott szavazatok | Megszerzett elektorok | Megszerzett elektorok |
| Jelölt (elnök/alelnök)        | Párt     | Szavazatszám      | %                 | Elektorok száma       | %                     |
| ----------------------------- | -------- | ----------------- | ----------------- | --------------------- | --------------------- |
| Joe Biden / Kamala Harris     |          | 81,268,864        | 51.31%            | 306                   | 56,88%                |
| Donald Trump / Mike Pence     |          | 74,216,744        | 46.85%            | 232                   | 43,12%                |
| Jo Jorgensen / Spike Cohen    |          | 1,865,620         | 1.18%             | 0                     | 0%                    |
| Howie Hawkins / Angela Walker |          | 404,021           | 0.26%             | 0                     | 0%                    |
| Egyéb                         | Egyéb    | 626,289           | 0.40%             | 0                     | 0%                    |
| Összesen                      | Összesen | 158,381,538       | 100%              | 538                   | 100%                  |

### Eredmény államonként
| Állam                | Zászló   | Elektorok száma | Elnyerő párt | Biden      | Biden  | Kapott elektor | Trump      | Trump  | Kapott elektor | Jorgensen | Jorgensen | Hawkins  | Hawkins | Egyéb    | Egyéb |
| Állam                | Zászló   | Elektorok száma | Elnyerő párt | Szavazat   | %      | Kapott elektor | Szavazat   | %      | Kapott elektor | Szavazat  | %         | Szavazat | %       | Szavazat | %     |
| Alabama              |          | 9               |              | 849,624    | 36.57% | 0              | 1,441,170  | 62.03% | 9              | 25,176    | 1.08%     | -        | -       | 7,312    | 0.31% |
| Alaszka              |          | 3               |              | 153,778    | 42.77% | 0              | 189,951    | 52.83% | 3              | 8,897     | 2.47%     | -        | -       | 6,904    | 1.92% |
| Arizona              |          | 11              |              | 1,672,143  | 49.36% | 11             | 1,661,686  | 49.06% | 0              | 51,465    | 1.52%     | 1,557    | 0.05%   | 475      | 0.01% |
| Arkansas             |          | 6               |              | 423,932    | 34.78% | 0              | 760,647    | 62.40% | 6              | 13,133    | 1.08%     | 2,980    | 0.24%   | 18,377   | 1.51% |
| Colorado             |          | 9               |              | 1,804,352  | 55.40% | 9              | 1,364,607  | 41.90% | 0              | 52,460    | 1.61%     | 8,986    | 0.28%   | 26,575   | 0.82% |
| Connecticut          |          | 7               |              | 1,080,680  | 59.24% | 7              | 715,291    | 39.21% | 0              | 20,227    | 1.11%     | 7,538    | 0.41%   | 537      | 0.03% |
| Delaware             |          | 3               |              | 296,268    | 58.74% | 3              | 200,603    | 39.77% | 0              | 5,000     | 0.99%     | 2,139    | 0.42%   | 336      | 0.07% |
| Dél-Dakota           |          | 3               |              | 150,471    | 35.61% | 0              | 261,043    | 61.77% | 3              | 11,095    | 2.63%     | -        | -       | -        | -     |
| Dél-Karolina         |          | 9               |              | 1,091,541  | 43.43% | 0              | 1,385,103  | 55.11% | 9              | 27,916    | 1.11%     | 6,907    | 0.27%   | 1,862    | 0.07% |
| District of Columbia |          | 3               |              | 317,323    | 92.15% | 3              | 18,586     | 5.40%  | 0              | 2,036     | 0.59%     | 1,726    | 0.50%   | 1,726    | 0.50% |
| Észak-Dakota         |          | 3               |              | 114,902    | 31.76% | 0              | 235,595    | 65.11% | 3              | 9,393     | 2.60%     | -        | -       | 1,929    | 0.53% |
| Észak-Karolina       |          | 15              |              | 2,684,292  | 48.59% | 0              | 2,758,775  | 49.93% | 15             | 48,678    | 0.88%     | 12,195   | 0.22%   | 20,864   | 0.38% |
| Florida              |          | 29              |              | 5,297,045  | 47.86% | 0              | 5,668,731  | 51.22% | 29             | 70,324    | 0.64%     | 14,721   | 0.13%   | 16,635   | 0.15% |
| Georgia              |          | 16              |              | 2,473,633  | 49.50% | 16             | 2,461,854  | 49.26% | 0              | 62,229    | 1.25%     | -        | -       | -        | -     |
| Hawaii               |          | 4               |              | 366,130    | 63.73% | 4              | 196,864    | 34.27% | 0              | 5,539     | 0.96%     | 3,822    | 0.67%   | 3,822    | 0.67% |
| Idaho                |          | 4               |              | 287,021    | 33.07% | 0              | 554,119    | 63.85% | 4              | 16,304    | 1.88%     | 407      | 0.05%   | 10,033   | 1.16% |
| Illinois             |          | 20              |              | 3,471,915  | 57.54% | 20             | 2,446,891  | 40.55% | 0              | 66,544    | 1.10%     | 30,494   | 0.51%   | 17,900   | 0.30% |
| Indiana              |          | 11              |              | 1,242,413  | 40.96% | 0              | 1,729,516  | 57.02% | 11             | 59,232    | 1.95%     | 988      | 0.03%   | 963      | 0.03% |
| Iowa                 |          | 6               |              | 759,061    | 44.89% | 0              | 897,672    | 53.09% | 6              | 19,637    | 1.16%     | 3,075    | 0.18%   | 11,426   | 0.68% |
| Kalifornia           |          | 55              |              | 11,110,250 | 63.48% | 55             | 6,006,429  | 34.32% | 0              | 187,895   | 1.07%     | 81,029   | 0.46%   | 115,268  | 0.66% |
| Kansas               |          | 6               |              | 570,323    | 41.56% | 0              | 771,406    | 56.21% | 6              | 30,574    | 2.23%     | -        | -       | -        | -     |
| Kentucky             |          | 8               |              | 772,474    | 36.15% | 0              | 1,326,646  | 62.09% | 8              | 26,234    | 1.23%     | 716      | 0.03%   | 10,698   | 0.50% |
| Louisiana            |          | 8               |              | 856,034    | 39.85% | 0              | 1,255,776  | 58.46% | 8              | 21,645    | 1.01%     | -        | -       | 14,607   | 0.68% |
| Maine                |          | 2               |              | 435,072    | 53.09% | 2              | 360,737    | 44.02% | 0              | 14,152    | 1.73%     | 8,230    | 1.00%   | 1,270    | 0.15% |
| Maine 1-es körzet    |          | 1               |              | 266,376    | 60.11% | 1              | 164,045    | 37.02% | 0              | 7,343     | 1.66%     | 4,654    | 1.05%   | 694      | 0.16% |
| Maine 2-es körzet    |          | 1               |              | 168,696    | 44.82% | 0              | 196,692    | 52.26% | 1              | 6,809     | 1.81%     | 3,576    | 0.95%   | 576      | 0.15% |
| Maryland             |          | 10              |              | 1,985,023  | 65.36% | 10             | 976,414    | 32.15% | 0              | 33,488    | 1.10%     | 15,799   | 0.52%   | 26,306   | 0.87% |
| Massachusetts        |          | 11              |              | 2,382,202  | 65.60% | 11             | 1,167,202  | 32.14% | 0              | 47,013    | 1.29%     | 18,658   | 0.51%   | 16,327   | 0.45% |
| Michigan             |          | 16              |              | 2,804,040  | 50.62% | 16             | 2,649,852  | 47.84% | 0              | 60,381    | 1.09%     | 13,718   | 0.25%   | 11,311   | 0.20% |
| Minnesota            |          | 10              |              | 1,717,077  | 52.40% | 10             | 1,484,065  | 45.28% | 0              | 34,976    | 1.07%     | 10,033   | 0.31%   | 31,020   | 0.95% |
| Mississippi          |          | 6               |              | 539,508    | 41.06% | 0              | 756,789    | 57.60% | 6              | 8,026     | 0.61%     | 1,498    | 0.11%   | 8,073    | 0.61% |
| Missouri             |          | 10              |              | 1,253,014  | 41.41% | 0              | 1,718,736  | 56.80% | 10             | 41,205    | 1.36%     | 8,283    | 0.27%   | 4,724    | 0.16% |
| Montana              |          | 3               |              | 244,786    | 40.55% | 0              | 343,602    | 56.92% | 3              | 15,252    | 2.53%     | -        | -       | 34       | 0.01% |
| Nebraska             |          | 2               |              | 374,583    | 39.17% | 0              | 556,846    | 58.22% | 2              | 20,283    | 2.12%     | -        | -       | 4,671    | 0.49% |
| Nebraska 1-es körzet |          | 1               |              | 132,261    | 41.09% | 0              | 180,290    | 56.01% | 1              | 7,495     | 2.33%     | -        | -       | 1,840    | 0.57% |
| Nebraska 2-es körzet |          | 1               |              | 176,468    | 51.95% | 1              | 154,377    | 45.45% | 0              | 6,909     | 2.03%     | -        | -       | 1,912    | 0.56% |
| Nebraska 3-as körzet |          | 1               |              | 65,854     | 22.34% | 0              | 222,179    | 75.36% | 1              | 5,879     | 1.99%     | -        | -       | 919      | 0.31% |
| Nevada               |          | 6               |              | 703,486    | 50.06% | 6              | 669,890    | 47.67% | 0              | 14,783    | 1.05%     | -        | -       | 17,217   | 1.23% |
| New Hampshire        |          | 4               |              | 424,921    | 52.71% | 4              | 365,654    | 45.36% | 0              | 13,235    | 1.64%     | 217      | 0.03%   | 2,155    | 0.27% |
| New Jersey           |          | 14              |              | 2,608,335  | 57.33% | 14             | 1,883,274  | 41.40% | 0              | 31,677    | 0.70%     | 14,202   | 0.31%   | 11,865   | 0.26% |
| New York             |          | 29              |              | 5,230,985  | 60.86% | 29             | 3,244,798  | 37.75% | 0              | 60,234    | 0.70%     | 32,753   | 0.38%   | 26,056   | 0.30% |
| Nyugat-Virginia      |          | 5               |              | 235,984    | 29.69% | 0              | 545,382    | 68.62% | 5              | 10,687    | 1.34%     | 2,599    | 0.33%   | 79       | 0.01% |
| Ohio                 |          | 18              |              | 2,679,165  | 45.24% | 0              | 3,154,834  | 53.27% | 18             | 67,569    | 1.14%     | 18,812   | 0.32%   | 1,822    | 0.03% |
| Oklahoma             |          | 7               |              | 503,890    | 32.29% | 0              | 1,020,280  | 65.37% | 7              | 24,731    | 1.58%     | -        | -       | 11,798   | 0.76% |
| Oregon               |          | 7               |              | 1,340,383  | 56.45% | 7              | 958,448    | 40.37% | 0              | 41,582    | 1.75%     | 11,831   | 0.50%   | 22,077   | 0.93% |
| Pennsylvania         |          | 20              |              | 3,458,229  | 50.01% | 20             | 3,377,674  | 48.84% | 0              | 79,380    | 1.15%     | -        | -       | -        | -     |
| Rhode Island         |          | 4               |              | 307,486    | 59.39% | 4              | 199,922    | 38.61% | 0              | 5,053     | 0.98%     | -        | -       | 5,296    | 1.02% |
| Tennessee            |          | 11              |              | 1,143,711  | 37.45% | 0              | 1,852,475  | 60.66% | 11             | 29,877    | 0.98%     | 4,545    | 0.15%   | 23,243   | 0.76% |
| Texas                |          | 38              |              | 5,259,126  | 46.48% | 0              | 5,890,347  | 52.06% | 38             | 126,243   | 1.12%     | 33,396   | 0.30%   | 5,944    | 0.05% |
| Utah                 |          | 6               |              | 560,282    | 37.65% | 0              | 865,140    | 58.13% | 6              | 38,447    | 2.58%     | 5,053    | 0.34%   | 19,367   | 1.30% |
| Új-Mexikó            |          | 5               |              | 501,614    | 54.29% | 5              | 401,894    | 43.50% | 0              | 12,585    | 1.36%     | 4,426    | 0.48%   | 3,446    | 0.37% |
| Vermont              |          | 6               |              | 242,820    | 66.09% | 6              | 112,704    | 30.67% | 0              | 3,608     | 0.98%     | 1,310    | 0.36%   | 6,986    | 1.90% |
| Virginia             |          | 13              |              | 2,413,568  | 54.11% | 13             | 1,962,430  | 44.00% | 0              | 64,761    | 1.45%     | -        | -       | 64,761   | 1.45% |
| Washington           |          | 12              |              | 2,369,612  | 57.97% | 12             | 1,584,651  | 38.77% | 0              | 80,500    | 1.97%     | 18,289   | 0.45%   | 34,579   | 0.85% |
| Wisconsin            |          | 10              |              | 1,630,866  | 49.45% | 10             | 1,610,184  | 48.82% | 0              | 38,491    | 1.17%     | 1,089    | 0.03%   | 17,411   | 0.53% |
| Wyoming              |          | 3               |              | 73,491     | 26.55% | 0              | 193,559    | 69.94% | 3              | 5,768     | 2.08%     | -        | -       | 3,947    | 1.43% |
| Összesen             | Összesen | 538             | 538          | 81,268,864 | 51.31% | 306            | 74,216,744 | 46.83% | 232            | 1,865,620 | 1.18%     | 404,021  | 0.26%   | 626,289  | 0.40% |

## Fordítás
Ez a szócikk részben vagy egészben  a(z)   2020 United States presidential election című angol Wikipédia-szócikk ezen változatának fordításán alapul.  Az eredeti cikk szerkesztőit annak laptörténete sorolja fel. Ez a jelzés csupán a megfogalmazás eredetét és a szerzői jogokat jelzi, nem szolgál a cikkben szereplő információk forrásmegjelöléseként.